# PlayStation Home
PlayStation Home, også markedsført og omtalt som Home, er en virtuel 3D netsamfundsbaseret tjeneste til PlayStation Network (PSN). Home er udviklet af Sony Computer Entertainments studie i London. Medlemskab er gratis og kræver kun en PSN konto. Home har været under udvikling siden starten af 2005. Tjenesten blev offentliggjort på Game Developers Conference 7. marts 2007 med en planlagt lancering i efteråret 2007; Sony lancerede en åben, offentlig betatest 11. december 2008. Pr. august 2011 havde tjenesten over 23 millioner brugere.
Home lader sine brugere skabe en figur til deres PlayStation 3-konto. Denne figur kan klædes på og formes efter personlige præferencer, og får sin egen lejlighed, som brugeren kan udsmykke med genstande som han vinder eller køber. Brugere kan rejse gennem Homes verden, der konstant opdateres af Sony og deres partnere. Hver del af verdenen er kendt som et område (af en: space). Offentlige områder bruges til udstilling, underholdning, reklame eller som mødested. Home tilbyder mange minispil inden for spillets verden, både til enkelte spillere og til flere. Brugere kan foretage indkøb for yderligere at personliggøre deres figur eller lejlighed. Homes primære reklamevirksomhed inkludere områderne i sig selv, videoskærme, plakater og minispil. Verdenen tilbyder en række specielle begivenheder der spænder fra præmiegivende til underholdende. Brugere kan også bruge Home til at holde kontakten til venner, eller til at skabe nye kontakter. Når det installeres kan brugere vælge hvor meget plads, der skal sættes af på harddisken til Home – henholdsvis 3, 5, 8, eller 12 GB.

## Avatar og personlige områder
Brugere får en figur – en avatar – og en lejlighed, andre kun får adgang til på brugerens invitation. Denne lejlighed kan brugeren derefter gøre personlig ved at indrette den efter egne præferencer med hensyn til udsmykning og møblering. Brugerens avatar er midlet hvorigennem brugeren bevæger sig gennem verdenen og kommunikerer med andre. Brugerens personlige områder og klubber er en måde at give udtryk for deres selv, samt til at møde både venner og nye mennesker.

### Avatar
Brugere kan skabe deres egen personlige avatar eller gøre brug af en af flere præ-definerede avatars, som stilles til rådighed. Brugere kan tilgå deres Garderobe når som helst og hvor som helst, med undtagelse af når de opholder sig i en anden brugers personlige lejlighed. De kan ændre på en række af avatarens træk, herunder køn, hud- og hårfarve, samt kroppens og ansigtets træk. De kan også ændre på avatarens beklædning gennem et sæt af standardgenstande, via genstande købt fra en af Homes tøjbutikker i indkøbscentret, eller via genstande vundet fra Homes minispil eller PS3-spil der understøtter Home-belønninger. Brugere har tillige mulighed for at gemme op til 24 forskellige versioner af deres avatar, så de hurtigt kan genkaldes når som helst. Derudover har alle brugere to sektioner i deres Garderobe. Den ene er selve garderoben, der har lagerplads til 500 forskellige genstande, den anden er lagerplads til mindre ofte benyttede genstande. Nye genstande markeres automatisk som sådan, og brugere kan også filtrere visningen af Garderoben til kun at vise favoritter, indkøbte genstande, belønninger eller nyligt anskaffede genstande.

## Personlige områder
Hver bruger har et Personligt Område som de kan ændre eller modificere når som helst de befinder sig i det. Det først tilgængelige, basale område, der kaldes Harbour Studio (studie ved havnen), er gratis og har begrænsede muligheder, som for eksempel en øvre grænse på 100 genstande til udsmykning og personalisering af lejligheden. Brugere kan invitere en hvilken som helst anden Home-bruger (selv på tværs af regioner, med mindre det specifikke område er regions-låst) ind i deres personlige område. Nogle personlige områder, som for eksempel PlayStation Home Mansion (PlayStations Personlige Palæ) har et indbygget Tv, der viser materiale fra PlayStation. Loots personlige områder har et udbud af materiale der kan afspilles på deres Loot EOD skærme. Fra 18. november 2011 kan Home-brugere se et udvalg af spillefilm i fuld længde, gratis, sammen med deres venner på alle Loot EOD skærme der findes i de personlige områder Sunset Yacht (Yacht i solnedgang) og Hollywood Hills House (hus i Hollywood Hills), såvel som i "Loot EOD teatret", via det digitale netværk Crackle. Det forlyder at mere audio- og videomateriale vil blive gjort tilgængeligt i fremtiden. Brugere kan også sætte deres egne digitale fotografier i billedrammer på væggene i deres lejlighed.